# Les Pailles rompues
Les Pailles rompues est une comédie en un acte et en vers de Jules Verne, écrite en 1850, avec la collaboration d'Alexandre Dumas fils. 
Elle fut jouée pour la première fois le 13 juin 1850, au Théâtre-Historique et co-publiée par les éditions Tresse et les éditions Beck.
Il s'agit aussi du premier ouvrage publié par Jules Verne.

## Argument
Henriette est mariée à D'Esbard, un homme avare et plus âgé qu'elle. Ce dernier tient à ce qu'elle quitte Paris, mais elle refuse, tant qu'elle n'aura pas obtenu de lui un collier de diamants. Elle lui lance un défi et tous deux décident de jouer aux « Pailles rompues ».

## Personnages
- D'Esbard, avare, jaloux, gros, vieux. Se dispute toujours avec sa femme. Devra offrir à sa femme une parure de grande valeur s'il perd le pari.
- Frontin, serviteur des D'Esbard. Refuse d'épouser Marinette sauf s'il perd le pari.
- Raoul d'Elmont, aime Henriette. Cousin de celle-ci, délicat, doux, timide.
- Henriette d'Esbard, cousine de Raoul d'Elmont. Aime son mari pour son argent... mais en réalité Raoul. Lance le pari pour recevoir une parure.
- Marinette, servante d'Henriette. Veut épouser Frontin ; elle ne l'épousera que si elle gagne le pari.
- Un Suisse. Lie les mains de Frontin pour qu'il ne reçoive rien de Marinette.

## Distribution
- Anaïs Rey : Mme d'Esbard.
- Saint-Léon : M. d'Esbard.
- Eugène-Athanase Pierron : l'officier de dragons.
- Eugène Auguste Colburn : Frontin.
- Hortense Jouve : Marinette.

## Représentations
La pièce donna lieu à 25 représentations : 14 du 13 au 25 juin 1850, puis 8 du 14 au 25 juillet et les 8, 10 et 30 août. Par la suite, elle fut reprise 43 fois au Gymnase, du 10 décembre 1853 au 4 décembre 1854, 2 fois les 24 juin 1855 et 11 août 1857, puis 45 fois du 19 décembre 1871 au 10 décembre 1872, soit 115 représentations.
Elle rapporte à Jules Verne 4 055,53 francs, soit la moitié d'un tiers de 12 % des recettes, Alexandre Dumas fils touchant l'autre moitié.
La pièce fut également reprise au théâtre Graslin à Nantes, à partir du 7 novembre 1850. 8 représentations suivront jusqu'au 6 février 1851. 
Les Pailles rompues est jouée pour la première fois entre minuit et une heure du matin lors d'une représentation hommage à l'actrice Béatrix Person (que Jules Verne confond avec Virginie Déjazet dans sa Correspondance), sœur de l'acteur Louis Dumaine, en même temps que quatre actes empruntés à trois pièces populaires. Après cette première, elle est donnée avant Pauline, drame en cinq actes d'Eugène Grangé et Xavier de Montépin, puis, après 1871, avant La Princesse Georges d'Alexandre Dumas fils.

## Verne et Dumas fils
C'est grâce à Alexandre Dumas fils que Verne put faire jouer cette pièce au Théâtre-Historique. En cette occasion, il lui dédicace le texte imprimé. Dans une lettre de 1889, Jules Verne reconnaît l'apport de Dumas à la pièce :
« J'ajouterai qu'il y a dans Les Pailles rompues de très jolies choses, et, si je me permets de le dire, c'est qu'elles sont de Dumas fils ! »
L'amitié de Verne et Dumas fils remonte donc assez loin dans la vie de l'auteur. D'ailleurs, dans un entretien accordé à Robert H. Sherard en janvier 1894, l'auteur des Voyages Extraordinaires déclare :
« Mais celui auquel je dois la plus grande dette de gratitude et d'affection, c'est Alexandre Dumas fils que j'ai rencontré pour la première fois à vingt et un ans. On est presque tout de suite devenus amis. Il fut le premier à m'encourager. Je dirais même qu'il fut mon premier protecteur. Je ne le vois plus maintenant, mais, tant que je vivrai, je n'oublierai jamais sa gentillesse ni ce que je lui dois. Il m'a présenté à son père ; il a travaillé en collaboration avec moi. Nous avons écrit ensemble une pièce intitulée Les Pailles rompues, qui a été jouée au Gymnase, et une comédie en trois actes, Onze jours de siège, qui a été jouée au théâtre du Vaudeville. »
En 1885, lorsque Verne rédige Mathias Sandorf, il dédie son roman à « la mémoire d'Alexandre Dumas ». Dumas fils lui répond :
« Cher ami,
 Je suis très touché de la bonne pensée que vous avez eue de me dédier Mathias Sandorf, dont je vais commencer la lecture dès mon retour, vendredi ou samedi. Vous avez eu raison, dans votre dédicace, d'associer la mémoire du père à l'amitié du fils. Personne n'eût été plus charmé que l'auteur de Monte-Cristo par la lecture de vos fantaisies lumineuses, originales, entraînantes. Il y a entre vous et lui une parenté littéraire si évidente que, littérairement parlant, vous êtes plus son fils que moi. Je vous aime depuis si longtemps, qu'il me va très bien d'être votre frère.
 Je vous remercie de votre persévérante affection, et je vous assure une fois de plus et bien chaudement de la mienne. »
La correspondance entre les deux hommes nous fait douter malgré tout que Verne n'ait pas eu une arrière-pensée. En effet, l'auteur de La Dame aux  camélias peut lui servir d'atout pour entrer à l'Académie française, idée dont Verne s'est entiché. Cette correspondance fait état des pressions que l'écrivain exerce sur son ami. D'autant plus qu'Émile Zola en fait autant de son côté avec le même Dumas fils. Mais ni Verne ni Zola n'entreront jamais dans la célèbre Maison.
À la mort de Dumas, le 27 novembre 1895, Verne écrit à son éditeur : « Je suis très affecté de la mort de Dumas, qui m'aimait et que j'aimais bien. »

## Éditions
Le manuscrit, offert par Jules Verne à Ernest Genevois, n'a jamais été retrouvé.
- Éditions Librairie Tresse, 1850[13].
- Éditions Beck, avec le concours de Charles Maisonneuve, à qui Jules Verne la dédicace, 1850[14].
- Nouvelle édition par Alexandre Tarrieu dans la Revue Jules Verne no 11, 1er semestre 2001, p. 31-94.